# Долматиха (Ивановская область)
Долматиха — деревня в Вичугском районе Ивановской области. Входит в состав Сошниковского сельского поселения.

## География
Находится в северо-восточной части Ивановской области на расстоянии менее 2 км на восток по прямой от районного центра города Вичуга.

## История
В 1872 году здесь (тогда Кинешемский уезд Костромской губернии) было учтено 25 дворов, в 1907 году — 48.

## Население
Постоянное население составляло 153 человека (1872 год), 198 (1897), 142 (1907), 36 в 2002 году (русские 97 %), 12 в 2010.